# GP van Zweden MX2 2006
De Grote Prijs van Zweden 2006 in de MX2-klasse motorcross werd gehouden op 2 juli 2006 op het circuit van Uddevalla. Het was de negende Grote Prijs van het wereldkampioenschap en de overwinning ging voor de derde keer op rij naar de Italiaan David Philippaerts, die in de tussenstand van het kampioenschap naar de tweede plaats klom.

## Uitslag eerste reeks
| Plaats | Naam               | Land |
| ------ | ------------------ | ---- |
| 1      | David Philippaerts | ITA  |
| 2      | Antonio Cairoli    | ITA  |
| 3      | Christophe Pourcel | FRA  |
| 4      | Marc de Reuver     | NED  |
| 5      | Tyla Rattray       | RSA  |
| 6      | Gareth Swanepoel   | RSA  |
| 7      | Tommy Searle       | GBR  |
| 8      | Alessio Chiodi     | ITA  |
| 9      | Rui Gonçalves      | POR  |
| 10     | Kenneth Gundersen  | NOR  |

## Uitslag tweede reeks
| Plaats | Naam               | Land |
| ------ | ------------------ | ---- |
| 1      | Christophe Pourcel | FRA  |
| 2      | David Philippaerts | ITA  |
| 3      | Tommy Searle       | GBR  |
| 4      | Gareth Swanepoel   | RSA  |
| 5      | Marc de Reuver     | NED  |
| 6      | Davide Guarneri    | ITA  |
| 7      | Carl Nunn          | GBR  |
| 8      | Kenneth Gundersen  | NOR  |
| 9      | Billy Mackenzie    | GBR  |
| 10     | Sébastien Pourcel  | FRA  |

## Eindstand Grote Prijs
| Plaats | Naam               | Land | Punten |
| ------ | ------------------ | ---- | ------ |
| 1      | David Philippaerts | ITA  | 47     |
| 2      | Christophe Pourcel | FRA  | 45     |
| 3      | Tommy Searle       | GBR  | 34     |
| 4      | Marc de Reuver     | NED  | 34     |
| 5      | Gareth Swanepoel   | RSA  | 33     |
| 6      | Antonio Cairoli    | ITA  | 31     |
| 7      | Carl Nunn          | GBR  | 24     |
| 8      | Kenneth Gundersen  | NOR  | 24     |
| 9      | Alessio Chiodi     | ITA  | 21     |
| 10     | Tyla Rattray       | RSA  | 16     |

## Tussenstand wereldkampioenschap
| Plaats | Naam                   | Land | Punten |
| ------ | ---------------------- | ---- | ------ |
| 1      | Christophe Pourcel     | FRA  | 350    |
| 2      | David Philippaerts     | ITA  | 304    |
| 3      | Antonio Cairoli        | ITA  | 302    |
| 4      | Marc de Reuver         | NED  | 284    |
| 5      | Tyla Rattray           | RSA  | 261    |
| 6      | Billy Mackenzie        | GBR  | 213    |
| 7      | Carl Nunn              | GBR  | 205    |
| 8      | Tommy Searle           | GBR  | 196    |
| 9      | Kenneth Gundersen      | NOR  | 194    |
| 10     | Gareth Swanepoel       | RSA  | 181    |
| 11     | Sébastien Pourcel      | FRA  | 180    |
| 12     | Rui Gonçalves          | POR  | 169    |
| 13     | Alessio Chiodi         | ITA  | 164    |
| 14     | Davide Guarneri        | ITA  | 127    |
| 15     | Manuel Monni           | ITA  | 99     |
| 16     | Luigi Séguy            | FRA  | 94     |
| 17     | Anthony Boissière      | FRA  | 87     |
| 18     | Aigar Leok             | EST  | 73     |
| 19     | Matti Seistola         | FIN  | 69     |
| 20     | Pierre-Alexandre Renet | FRA  | 57     |